# 盧庫加河
5°40′00″S 26°55′00″E / 5.66667°S 26.91667°E

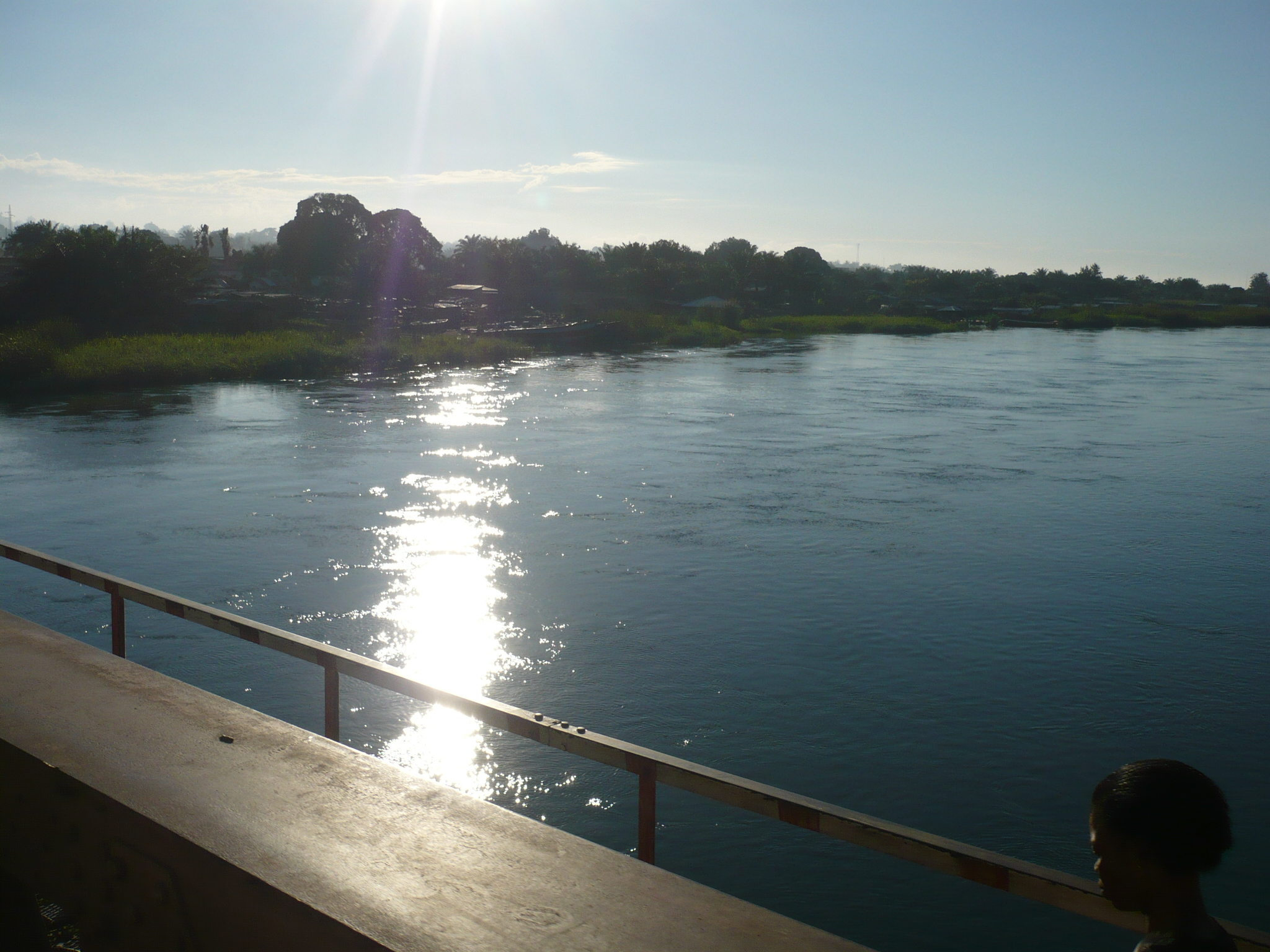

盧庫加河（法語：Lukuga），是剛果民主共和國的河流，位於該國東南部坦噶尼喀省，河道全長320公里，流域面積244,500平方公里，流經加丹加高原北側。